# Karin Janke
Karin Johanna Maria Janke (* 14. Oktober 1963 in Wolfsburg) ist eine ehemalige deutsche Leichtathletin und Olympiateilnehmerin, die bei den Europameisterschaften 1994 die Bronzemedaille mit der deutschen 4-mal-400-Meter-Staffel gewann (3:24,10 min: Karin Janke, Uta Rohländer, Heike Meißner, Anja Rücker). Im 400-Meter-Lauf dieser Europameisterschaften schied sie im Zwischenlauf aus.

## Weitere Starts bei internationalen Höhepunkten
- 1988, Olympische Spiele, 200-Meter-Lauf: im Zwischenlauf ausgeschieden
- 1991, Weltmeisterschaften, 400-Meter-Lauf: im Zwischenlauf ausgeschieden
- 1994, Europameisterschaften, 4-mal-400-Meter-Staffel: Platz 3 (3:24,10 min)
- 1995, Weltmeisterschaften, 4-mal-400-Meter-Staffel: Platz 4 (3:26,10 min)

Karin Janke startete für den Sportverein VfL Wolfsburg. 1990 und 1991 war sie Deutsche Meisterin im 400-Meter-Lauf, 1993 siegte sie über 400 Meter in der Halle. In ihrer aktiven Zeit war sie 1,78 m groß und wog 59 kg.